# Andropogon gayanus
Andropogon gayanus (capim gamba) é uma espécie de gramínea nativa de regiões tropicais e sub-tropicais das savanas.

## Descrição
Pode crescer até 2 metros de altura e tem grande resistência a seca.

### Invasividade
O Capim Gamba foi declarado uma espécie invasora na Austrália, onde foram aglomerações extensas, competindo com espécies nativas e alterando o ecossistema. Areas densas são mais susceptíveis a incêndios do que a vegetação nativa.

### Nectários extraflorais
Andropogon gayanus é uma das raras espécies de Poaceae que possui nectários extraflorais.

## References
1. ↑  «Andropogon gayanus». Tropical Forages. Consultado em 25 de fevereiro de 2017. Arquivado do original em 26 de fevereiro de 2017
2. ↑  Bowden, B.N. «Studies on Andropogon gayanus Kunth: III. An outline of its biology». Journal of Ecology. 52 (2): 255–271. JSTOR 2257594. doi:10.2307/2257594
3. ↑  «Gênero Andropogon». Consultado em 24 de Fevereiro de 2017
4. ↑  «Gamba grass (Andropogon gayanus)». A–Z listing of weeds: Photo guide to weeds. Queensland Department of Primary Industries
5. ↑  Lesley Head, Jennifer Atchison. 2015. Governing invasive plants: Policy and practice in managing the Gambagrass (Andropogon gayanus) – Bushfire nexus in northern Australia. Land Use Policy 47: 225–234
6. ↑  Bowden, B. 1970. The sugars in the extrafloralnectar of Andropogongayanus var bisquamulatus. Phytochemistry 9:2315-18